# Chris De Witte
Chris De Witte (Antwerpen, 13 januari 1978) is een voormalige Belgische profvoetballer die als aanvaller speelde.
De Witte begon op jonge leeftijd te voetballen in de provincie Antwerpen bij KSK Hoboken. Maar daar werd de aanvaller ontdekt door RSC Anderlecht en dus maakte hij in geen tijd deel uit van de Anderlecht-jeugd. In 1996 maakte hij zijn debuut in de Eerste Klasse bij RSC Anderlecht, in een wedstrijd tegen KSV Waregem.
De Witte speelde nauwelijks bij RSC Anderlecht en vertrok in 1997 naar het Nederlandse FC Twente. Daar bleef De Witte 6 seizoenen lang spelen en trok dan in 2003 naar FC Groningen. Daar was hij in zijn eerste seizoen een vaste waarde maar een jaar later zat hij vaak op de bank. In 2005 besloot hij zijn carrière af te bouwen en dus trok hij naar België om er bij vierdeklasser KFC Schoten SK te gaan voetballen. In het seizoen 2006-2007 speelde De Witte voor FCN Sint-Niklaas. Sedert het seizoen 2007-2008 speelde De Witte bij de Antwerpse tweedeprovincialer Gooreind VV. In mei 2009 zette hij een punt achter zijn voetbalcarrière. Een rode draad doorheen zijn voetbalcarrière waren de talrijke blessures waarmee hij te kampen kreeg. Hierdoor is de verwachte doorbraak naar de top er nooit gekomen.